# Classe Awaji
La classe Awaji est une classe de dragueurs de mines de la Force maritime d'autodéfense japonaise (JMSDF).

## Conception
La classe Awaji est le successeur de la classe Yaeyama. Les coques sont construites en plastique renforcé de fibres (FRP) selon les lignes de la classe Enoshima. Étant donné que de nombreuses mines marines sont de type magnétique, il était nécessaire d’éviter l’utilisation de métal dans la coque des dragueurs de mines. Auparavant, la plupart des dragueurs de mines étaient construits en bois. En fabriquant la classe Awaji en FRP, la durée de vie des coques est prolongée et le déplacement standard des navires est réduit de 30 %, bien qu’ils aient presque les mêmes dimensions que la précédente classe Yaeyama à coque en bois. Dans le projet du gouvernement de demande de budget pour l’année 2013, la furtivité a été améliorée, mais, dans la demande de budget pour l’année suivante, la classe Enoshima a été agrandie.
Les navires de cette classe sont parmi les plus grands navires en FRP au monde. Japan Marine United (JMU), qui possède la technologie et l’équipement de construction pour les grands navires FRP, a remis le troisième navire de la classe, le JDS Etajima, à la Force d’autodéfense maritime le 16 mars 2021. Le ministère de la Défense et la Force maritime d’autodéfense ont prévu dans le budget 2020 un budget de 12,6 milliards de yens pour la construction du quatrième navire de classe Awaji, venant après le JDS Etajima.

## Navires de la classe
| Pennant number | Nom        | Constructeurs                 | Pose de la quille | Lancement        | Commissionné  | Port d'attache |
| -------------- | ---------- | ----------------------------- | ----------------- | ---------------- | ------------- | -------------- |
| MSO-304        | JS Awaji   | Japan Marine United, Yokohama | 27 février 2014   | 27 octobre 2015, | 16 mars 2017  | Yokosuka       |
| MSO-305        | JS Hirado  | Japan Marine United, Yokohama | 10 avril 2015     | 10 février 2017  | 16 mars 2018  | Yokosuka       |
| MSO-306        | JS Etajima | Japan Marine United, Yokohama | 22 février 2018   | 12 décembre 2019 | 16 mars 2021  | Kure           |
| MSO-307        | JS Nōmi    | Japan Marine United, Yokohama | 19 mai 2021       | 24 octobre 2023  | 12 mars 2025, | Kure           |